# UNMIT

Baretka medalu ONZ za misję UNMIT.

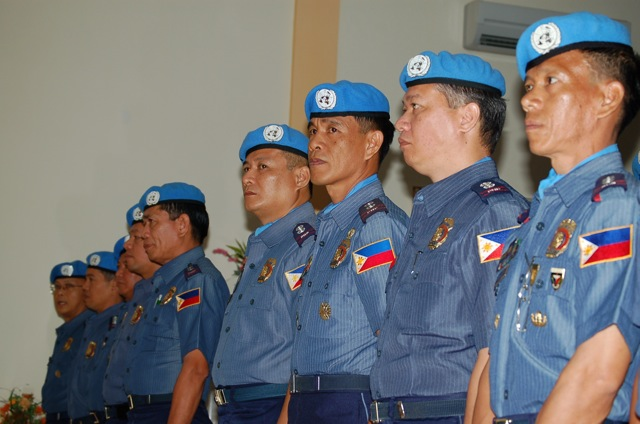
Filipińscy policjanci służący w UNMIT

UNMIT (United Nations Integrated Mission in Timor-Leste, Zintegrowana Misja Narodów Zjednoczonych w Timorze Wschodnim) – misja ONZ działająca na terenie Timoru Wschodniego, złożona przede wszystkim z personelu policyjnego. Powstała na mocy rezolucji Rady Bezpieczeństwa ONZ nr 1704 z 2005 roku. Jej celem jest zapewnianie stabilności i wspieranie tworzenia instytucji młodego, bo istniejącego zaledwie od 2002 roku, państwa timorskiego.
Według stanu na dzień 31 marca 2007 misja liczy 1555 policjantów oraz 33 obserwatorów wojskowych. Cywilnym szefem w randze specjalnego wysłannika sekretarza generalnego ONZ jest Atul Khare (Indie). Siłami policyjnymi dowodzi Rodolfo Asel Tor (Filipiny).